# Ліам Корріґан
Ліам Корріґан (11 вересня 1997 , Олд-Лайм ) — американський веслувальник, олімпійський чемпіон 2024 року.

## Виступи на Олімпіадах
| Олімпіада  | Дисципліна | Місце |
| ---------- | ---------- | ----- |
| Токіо 2020 | вісімки    | 4     |
| Париж 2024 | четвірки   | 1     |